# Lupinus westianus
Lupinus westianus är en ärtväxtart som beskrevs av John Kunkel Small. Lupinus westianus ingår i släktet lupiner, och familjen ärtväxter.
Denna lupin har sitt ursprung i Florida. Den introducerades i nästan alla andra delstater i USA. Arten växer i låglandet upp till 70 meter över havet. Den hittas i buskskogar och i andra sandiga regioner. Exemplaren lever i 3 till 4 år och den första blommningen sker efter 2 år. När arter av tallsläktet etablerar sig försvinner Lupinus westianus.
Beståndet hotas av landskapsförändringar. Hela populationen minskar. IUCN kategoriserar arten globalt som nära hotad.

## Underarter
Arten delas in i följande underarter:
- L. w. aridorum
- L. w. westianus

## Bildgalleri

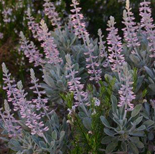